# Кахарети
Кахарети (груз. კახარეთი) — село в Грузии, на территории Адигенского муниципалитета края (мхаре) Самцхе-Джавахети.

## География
Село находится в южной части Грузии, на правом берегу реки Кваблиани, на расстоянии 2 километров (по прямой) к юго-востоку от посёлка городского типа Адигени, административного центра муниципалитета. Абсолютная высота — 1195 метров над уровнем моря.

## Население
По результатам официальной переписи населения 2014 года, в Кахарети проживало 285 человек (144 мужчины и 141 женщина). В национальной структуре населения грузины составляли 99,6 %, абхазы — 0,4 %.
| Год  | Население, человек |
| ---- | ------------------ |
| 2002 | 298                |
| 2014 | ↘ 285              |